# Flughafen Ajaccio

i7
i11
i13
Der Aéroport d’Ajaccio Napoléon Bonaparte (IATA-Code: AJA, ICAO-Code: LFKJ, auch Campo dell'Oro) ist ein internationaler Verkehrsflughafen bei Ajaccio auf der Mittelmeerinsel Korsika. Er ist mit 1,6 Mio. Passagieren im Jahr 2024 der dreizehntgrößte Flughafen Frankreichs und dient als Heimatbasis der Air Corsica.

## Geschichte
Am Fluss Gravona existierte zur Zeit des Zweiten Weltkriegs nur eine Graspiste, von der unbedeutende Flüge starteten. Der erste planmäßige Flugverkehr von Ajaccio nach Marseille fand 1935 mit Flugbooten vom Hafen aus statt. Ab 1940 wurde der Flughafen militärisch genutzt. Er bekam gegen Ende des Zweiten Weltkrieges eine Asphaltbahn. Dies war gleichzeitig der Beginn des zivilen Flugverkehrs in Ajaccio.

## Lage und Verkehrsanbindung
Der Flughafen liegt etwa fünf Kilometer östlich von Ajaccio, das mit einer regelmäßigen Busverbindung erreichbar ist.

## Ausstattung
Auf einer Fläche von 17.000 m² können maximal 1.500.000 Passagiere jährlich abgefertigt werden. Die Gesamtfläche des Flughafenareals beträgt 306 Hektar. Am Flughafen kann JET A1 und AVGAS getankt werden. 
Die Start- und Landebahnen verfügen über PAPI, VASI in Richtung 02 und 20 sowie ein ILS CAT II in Richtung 02.

## Zwischenfälle
- Am 29. Dezember 1962 wurde eine Boeing 307 der französischen Airnautic (Luftfahrzeugkennzeichen F-BELZ) auf einem Inlandsflug auf Korsika in einer Höhe von 2285 Metern gegen den 2352 Meter hohen Berg Monte Renoso geflogen, etwa 50 Meter unterhalb des Gipfels. Die Maschine kam aus Bastia, als sie 32,5 Kilometer nordöstlich des Zielflughafens Ajaccio zerschellte. Hauptursache waren die mangelhaften und teilweise fehlenden Streckenunterlagen, die den Piloten durch die Fluggesellschaft hätten  ausgehändigt werden müssen. Allerdings war auch die durch die Piloten vorgenommene zu niedrige Flughöhe beitragend. Bei diesem CFIT (Controlled flight into terrain) wurden alle 25 Menschen an Bord getötet, drei Besatzungsmitglieder und 22 Passagiere.[2]

- Am 7. September 1976 wurden an einer Boeing 707-328 der Air France (F-BHSH), die auf dem Flughafen Ajaccio stand, von sieben maskierten Personen Dynamit-Sprengladungen angebracht und gezündet. Das Flugzeug wurde irreparabel beschädigt. Über Personenschäden ist nichts bekannt.[3]

- Am 1. Dezember 1981 wurde eine McDonnell Douglas DC-9-81 der jugoslawischen Inex Adria Airways (YU-ANA) auf dem Weg von Ljubljana zum Flughafen Ajaccio auf Korsika beim Landeanflug in den Gipfel des San Pietro geflogen. Alle 180 Insassen, 173 Passagiere und sieben Besatzungsmitglieder starben bei diesem erneuten Controlled flight into Terrain der Inex Adria.[4]